# Román Casanova
Román Casanova Casanova (ur. 29 sierpnia 1956 w Deltebre) – hiszpański duchowny katolicki, biskup Vic od 2003.

## Życiorys
Święcenia kapłańskie otrzymał 17 maja 1981 i został inkardynowany do diecezji Tortosa. Po święceniach pracował w diecezjalnym kolegium jako nauczyciel, a następnie został kapelanem wojskowym. W 1985 założył katolicką organizację dla dzieci, którą kierował przez 18 lat. W tym samym roku został proboszczem, zaś w 1987 został powołany na stanowisko ojca duchownego w seminarium. 1990 został delegatem diecezjalnym do spraw duszpasterstwa powołań, a w latach 1998-2003 ponownie pracował w duszpasterstwie parafialnym.

### Episkopat
13 czerwca 2003 papież Jan Paweł II mianował go biskupem ordynariuszem diecezji Vic. Sakry biskupiej udzielił mu 14 września 2003 kard. Ricardo María Carles Gordó.